# تیم دوچرخه‌سواری یونایتدهلثکر
تیم دوچرخه‌سواری یونایتدهلثکر (انگلیسی: UnitedHealthcare Pro Cycling) یک تیم دوچرخه‌سواری در کشور ایالات متحده آمریکا است.
این تیم که در سال ۲۰۰۳ تأسیس شده در تورهای قاره‌ای دوچرخه‌سواری شرکت می‌کند.